# Karin Buchart
Karin Buchart (* 1963) ist eine frühere österreichische Sportschützin und heutige Ernährungswissenschafterin.
Karin Buchart war eine erfolgreiche Konzentrationssportlerin und gewann 1983 in München einen Weltcup im Kleinkaliberschießen. Sie hielt über mehrere Jahre den österreichischen Rekord im Luftgewehrschießen und vertrat Österreich bei den Olympischen Spielen 1984 in Los Angeles. Ein Jahr später gewann sie WM-Bronze in Zundert.
Buchart studierte Ernährungswissenschaften an der Universität Wien. Sie leitete von 1994 bis 2004 die Diät- und Lehrküche der Sanitas Alpenklinik Inzell, einer Fachklinik für Allergieerkrankungen. Buchart beschäftigte sich mit der Vitaminaufnahme im zweiten Lebensjahr, den Energie- und Nährstoffbilanzen der österreichischen Olympiamannschaft der Sportschützen in Barcelona und mit der Vitaminaufnahme von Patienten mit pollenassoziierten Nahrungsmittelallergien.
Buchart erhob in ihrer Dissertation Heilwissen der Region Pinzgau, das heute immaterielles Kulturerbe der Österreichischen UNESCO-Kommission ist. Seit 2005 forscht sie im Bereich Pflanzenheilkunde.
Karin Buchart ist verheiratet und hat zwei Töchter.

## Schriften
- Wettkampf-Ernährung für mentale Höchstleistungen. Hubert Krenn Verlag, Wien 2005, ISBN 3-902351-66-7
- Die 13 Plagen in den Alpen und die Hilfe mit natürlichen Heilmitteln. Rupertus Verlag, Schwarzach 2006, ISBN 3-902317-08-6
- Gut leben mit Nahrungsmittelallergien. Ratgeber mit Diätplan und Rezepten für alle Betroffenen. Löwenzahnverlag, Innsbruck 2008, ISBN 978-3-7066-2417-6

- Mein Freund der Darm. Sieben Schritte für unser Wohlbefinden. Servus Verlag, Wals bei Salzburg 2017, ISBN 978-3-7104-0143-5

- Die Natur Apotheke. Das überlieferte und neue Wissen über unsere Heilpflanzen. Servus Verlag, Wals bei Salzburg 2018, ISBN 978-3-7104-0171-8

- Hausmittel. In einfacher Anwendung zum Heilen und Lindern. Servus Verlag, Wals bei Salzburg 2019, ISBN 978-3-7104-0205-0
- Essig natürlich vergoren. Einlegen, Ausziehen, Säuern und Kochen. Servus Verlag, Salzburg; München 2021, ISBN 978-3-7104-0268-5
- Harz- und Pechsalben. Das Glück mit dem Pech. Servus Verlag, Wals bei Salzburg 2021, ISBN 978-3-7104-0269-2
- Nutrazeutika Pflanzliche Lebensmittel mit Wirkung. Springer Verlag, Berlin 2022, ISBN 978-3-662-64743-1
- Nutrazeutika Heilende Nahrungsmittel, Kräuter und Gewürze. TRIAS, Stuttgart 2023, ISBN 978-3-432-11624-2